# Buziaș
Buziaș (în maghiară Buziásfürdő, în germană Busiasch, în sârbă Бузјаш), cunoscut și ca Băile Buziaș sau Buziaș-Băi, este un oraș în județul Timiș, Banat, România, format din localitățile componente Buziaș (reședința) și Silagiu, și din satul Bacova. Se află la 30 km de municipiul Timișoara și 23 de km de municipiul Lugoj, de ambele fiind legat de drumul județean DJ 592 și de magistrala ferată Timișoara-Buziaș-Lugoj. Este situat pe cursul superior al râului Șurgani, la confluența cu râul Silagiu și pârâul Salcia.
Este una din cele mai importante stațiuni din România. Facilitățile existente aici permit tratarea cu succes a afecțiunilor cardiovasculare, reumatismale, infecțioase și respiratorii, aerul din stațiune fiind puternic ionizat. Bazele de tratament existente dispun de instalații pentru metode recuperatorii precum aerosoli, masaje,  electroterapie, kinetoterapie (programe de reabilitare medicală), băi termale în bazine acoperite (cu aburi), balneoterapie (împachetări cu nămol sapropelic și parafină), hidrokinetoterapie (în bazine și ștranduri), reflexoterapie, spa cu ape sulfuroase și sărate, mofete și cură internă cu apa minerală bogată în calciu, fier și sodiu, precum și alte operațiuni specifice tratamentelor balneare.
Tot la Buziaș funcționează, începând din anul 1997, Centrul Național "Cristian Șerban" pentru copii și tinerii suferinzi de diabet și hemofilie. În cadrul acestui centru, copiii și tinerii beneficiază de diagnostic, evaluare clinică, educație medicală și susținere psihologică.

## Istorie
Localitatea a fost menționată pentru prima dată de către Carol I al Ungariei într-un document din 1321. A fost declarat oraș în 1956. A fost capitala plășii Buziaș, din județul interbelic Timiș-Torontal.
Așezarea este cunoscută încă de pe vremea romanilor, sub denumirea de Ahibis. Atestarea documentară este din secolele XIV - XV. Datorită condițiilor naturale favorabile, cu bogate izvoare de ape minerale dar și un climat blând, Buziașul a fost recunoscut ca centru balnear. 
Trei dintre cei mai cunoscuți specialiști, botanistul Al. Borza și arheologii Dumitru Tudor și Liviu Mărghitan, și-au exprimat opinia că apele minerale de la Buziaș erau folosite încă din vremea Imperiului Roman. 
Alexandru Borza afirma la 1943:
„“Buziașul a fost cu certitudine cunoscut și exploatat, căci s-au aflat acolo conducte de apă romane si cărămizi. Numele roman al localității nu ne-a fost transmis”.”
Profesorul Dumitru Tudor scria la 1968 că:
„“Avem dovezi arheologice că în epoca romană s-au folosit în Banat și apele minerale de la Buziaș. În preajma izvoarelor minerale se înjghebase o mică așezare balneară, dovedită astăzi prin zidării, conducte de teracotă, monede, cărămizi, sculpturi și inscripții pe piatră, din păcate toate împraștiate, fără a fi studiate în prealabil”, (Orașe, târguri și sate în Dacia romană, București, 1968, p. 55).”
Arheologul Liviu Mărghitan susținea că Buziașul și Băile Herculane:
„“au fost căutate în antichitatea daco-romană pentru condițiile lor speciale, curative… Resturile de clădiri, părți din conducte de apă, monumente de piatră, țigle și monede, semnalate aici încă din secolul precedent, lasă să se întrevadă existența unei stațiuni de tratament din secolul al XIII – lea e.n.””
Redescoperirea zăcământului hidromineral (apa minerală și dioxidul de carbon) s-a produs între anii 1796 – 1805 având un rol deosebit de important în evoluția așezării, întrucât în 1811 s-a deschis primul sezon balnear organizat, totodată înființându-se Stațiunea Balneară. Valoarea terapeutică a apelor minerale a devenit cunoscută în scurt timp atât în Ungaria cât și în țările vecine, Buziașul fiind “locul cel pentru izvoarele cele tămăduitoare și într-alte stăpâniri cunoscute și unde oamenii din locuri însămnate și îndepărtate se adună”.
La 1816 a început amenajarea primelor izvoare, bazele stațiunii balneare fiind construite în 1819. Pentru prima dată, apele minerale au fost valorificate pentru tratament în 1838, de către balneologul sârb Georgije Čokrljan (Gheorghe Ciocârlan). În 1839 a fost declarată stațiune balenară.
Ca o recunoaștere a importanței stațiunii, Buziașul a fost, între 22-26 august 1886, gazda celui de-al XIII-lea Congres al medicilor și naturaliștilor din Ungaria și Transilvania, la care au participat specialiști din Europa și Asia. O altă dovadă a prestigiului de care se bucura stațiunea este vizita făcută, în Septembrie 1898 de împăratul Franz Josef și moștenitorul tronului prințul Franz Ferdinand.
Datorită apelor sale, apare în marile enciclopedii ale lumii, precum aceea a savanților italieni M. Messini și C.G. Lollo “Aque minerali del mondo” sau “Precis d`hydrologie” a omului de știință francez A. Morette, impunându-se pe plan național și în străinătate.
Dezvoltarea ulterioară a stațiunii a fost marcată de descoperirea în anul 1903 a stratului acvifer artezian, ce a permis introducerea tratamentului maladiilor cardiovasculare prin cură externă (băi în apă minerală puternic carbogazoasă încălzită).
Între 1903 - 1907 sunt forate 12 izvoare de adâncime și se construiește fabrica de îmbuteliere a apei minerale. În 1911 este declarată oficial stațiune balneoclimaterică de interes național.
După Unirea Banatului cu România, își menține statutul de stațiune balneară de tratament cardio-vascular și devine reședință de plasă. Este declarat oraș în 1956. În anii '60 activitatea economică se diversifică, sunt create mici industrii ușoare și alimentară. Crește atât populația cât și suprafața orașului. Se construiesc cartiere de blocuri, vile și hoteluri pentru stațiune.

## Geografie
Situat în sud-vestul României, la întretăierea paralelelor de 45°37' latitudine nordică cu meridianul de 21°48' longitudine estică, Buziașul cuprinde, pe lângă localitatea propriu-zisă, și satele Bacova și Silagiu, aflându-se matematic la distanțe aproape egale de polul nord și ecuator în emisfera estică, în fusul orar al Europei Centrale.
Orașul Buziaș se învecinează la nord cu comuna Racovița, la est cu comuna Darova, la vest cu comuna Chevereșu Mare și Nițchidorf, iar la sud cu Județul Caraș-Severin.
În limitele stabilite în anul 1968, teritoriul orașului are o suprafață de 105,2 Km2, pe care trăiesc 7.023 locuitori. Altitudinea medie a orașului este de 128 m.
Ora locală a orașului (considerată după meridian) este în avans cu 1 h 25' 8" față de ora meridianului 0, Greenwich, dar se află în întârziere cu 34' 52" față de ora oficială a României (ora Europei de Est).

## Demografie
Componența etnică a orașului Buziaș
     Români (82,1%)
     Romi (4,32%)
     Maghiari (1,84%)
     Germani (1,21%)
     Alte etnii (0,7%)
     Necunoscută (9,82%)
Componența confesională a orașului Buziaș
     Ortodocși (76,95%)
     Romano-catolici (5,47%)
     Penticostali (4,48%)
     Alte religii (2,71%)
     Necunoscută (10,39%)
Conform recensământului efectuat în 2021, populația orașului Buziaș se ridică la 6.834 de locuitori, în scădere față de recensământul anterior din 2011, când fuseseră înregistrați 7.023 de locuitori. Majoritatea locuitorilor sunt români (82,1%), cu minorități de romi (4,32%), maghiari (1,84%) și germani (1,21%), iar pentru 9,82% nu se cunoaște apartenența etnică. Din punct de vedere confesional, majoritatea locuitorilor sunt ortodocși (76,95%), cu minorități de romano-catolici (5,47%) și penticostali (4,48%), iar pentru 10,39% nu se cunoaște apartenența confesională.

## Climă
Așezat în sud-vestul țării, într-o regiune de tranziție deal – câmpie piemontană, orașul-stațiune Buziaș se caracterizează printr-un regim climatic temperat-continental moderat, cu caractere de trecere între climatul continental și cel mediteranean, sub influențele maselor de aer propagate dinspre Marea Mediterană. Evoluția anuală a temperaturii se caracterizează printr-o periodicitate simplă, regimul termic fiind moderat, cu o medie anuală de 10,5°C.

## Floră și faună
Peisajul este diversificat mai ales de apariția vegetației de luncă, de-a lungul principalelor râuri, unde predomină arborii de esență moale, păduri de stejar pedunculat, plopi și arbuști, pajiști de luncă cu iarbă moale, pir. Vegetația halofilă este alcătuită din specii ierboase, fiind situată pe solurile sărăturate. Vegetația hidrofilă cuprinde pipirig, rogoz, stuf (lângă mal), papură, nuferi, iriși și albăstrița de apă. Silvostepa prezintă specii de stejari termofili (precum stejarul brumăriu și stejarul pufos), tufișuri cu porumbar, păducel, lemn câinesc, păiuș.
Fauna pădurilor cuprinde mamifere, reprezentate prin diferite insectivore și rozătoare. Păsările sunt, în schimb, numeroase. Dintre ele amintim fazanul, șoimul, ciocănitoarea, cucuveaua, mierla, sau pițigoiul. 
Zona de silvostepă și stepă prezintă un mai mare număr de specii de interes cinegetic, cum ar fi iepurele, căprioara, prepelița, potârnichea, fazanul, șoarecele de câmp, popândăul, hârciogul, iepurele de câmp și multe altele. Pădurile sunt populate atât de ierbivore precum căprioara sau cerbul lopătar, cât și de animale carnivore precum vulpe, dihor, pisică sălbatică, hermelină, nevăstuică, dar și de păsări.      
Fauna acvatică este alcătuită de pești (mreană, clean, somn, crap, plătică, caras, știucă, biban), mamifere (vidra, bizamul), și de rațe și gâște sălbatice, egrete, sau stârci.

## Economie
Economia Buziașului se dezvoltă în jurul stațiunii balneo-climaterice, a turismului și a resurselor apelor minerale terapeutice. Cu timpul activitatea economică s-a diversificat, odată cu amplasarea aici a unor fabrici în domeniul electromotoarelor (secție a „Electromotor” Timișoara), în industria textilă și de încălțăminte.
În ultimii ani s-au desfășurat numeroase investiții majore atât publice cât mai ales private în dezvoltarea infrastructurii de turism și a capacităților de cazare, și se construiesc noi întreprinderi private cu caracter industrial.

## Stațiunea

### Transporturi
- Rutier: DJ 592 Timișoara – Moșnița Nouă – Albina – Chevereșu Mare – Bacova – Buziaș – Sinersig – Lugoj – DN6;
- DJ 572 Berzovia – Vermeș – Izgar – Silagiu – Buziaș – Hitiaș – Topolovățu Mare – Lucareț – Brestovăț – Cuveșdia – Șiștarovăț;
- Feroviar: Magistrala CFR 918 Timișoara Nord –Timișoara Sud – Giroc – Urseni – Uliuc – Sacoșu Mic – Chevereșu Mare – Bacova – Buziaș – Boldur – Lugoj;
- Aerian: Aeroportul Internațional Traian Vuia Timișoara, aflat la 43 de kilometri distanță de centrul stațiunii.[27]

### Legenda locului
La marginea parcului, pe o tăbliță roșie, stă inscripționată legenda acestor locuri:
„E mult de atunci. Pe locurile acestea trăia liniștit Moș Bâzieș. El a fost stăpân și peste locul cu buturuga, bătrână și ea, din care sărea apa spumegând. Toți locuitorii din apropiere și depărtări veneau să-și astâmpere setea cu apa răcoritoare.
Frunți brăzdate de gânduri, griji, dureri și zbuciumări sufletești, toate-toate își găsesc leacul în înțelepciunea și în izvorul lui Moș Bâzieș.
În taină se șoptea că Moș Bâzieș a răsărit din spuma izvorului și tot așa nimeni nu știe să spună când s-a sfârșit…”

### Factori naturali și de cură
- Relief deluros, situat langă Dealurile Silagiului (324 m. alt.);
- Climat temperat-continental, temperatura medie anuală cca. 10°C;
- Ape minerale calcice, magneziene hipotone, cloruro-sodice, puternic carbonatate (2.000-2.600 mg / litru), cu PH peste 6,5, T. apei la captare 7°C;
- Aer puternic ionizat (800-1.270 aeroioni negativi / cmc aer), ozonizat.[29]

### Indicații terapeutice
- Afecțiuni cardiovasculare (după infarct, în stadiul de postconvalescență, cardiopatie ischemică, insuficiență mitrală și aortică compensată, hipertensiune arterială);
- Afecțiuni reumatismale degenerative (spondiloze cervicale, dorsale și lombare; artroze; poliartroze);
- Afecțiuni reumatismale abarticulare (tendinoze, tendomioze, tendoperiostoze; periartrită scapulohumerală);
- Afecțiuni neurologice periferice și centrale (pareze și sechele tardive după hemipareze);
- Afecțiuni respiratorii, ginecologice, metabolice și de nutriție, nevroză astenică și boli profesionale.[30]

### Obiective turistice
- Zona cu parcul și colonada imperială, unică în Europa ca lungime (510 m), locul preferat de promenadă al împărătesei Elisabeta. Cuprinde un întreg ansamblu de monumente istorice format din Hotelul "Bazar"; Hotelul "Grand"; Cazinoul; precum și un parc dendrologic cu o suprafață de peste 20 hectare, oază de liniște și relaxare, cu numeroase specii rare de arbori seculari, cel mai important fiind platanul. Arhitectura este remarcabilă, în stil turcesc, bizantin, unică în România. Singurele promenade similare din Europa se găsesc în Karlovy Vary și în Baden-Baden;
- Ștrandurile cu apă minerală din stațiune (1874), primele de acest gen din Europa;
- Izvoarele minerale ,,Moș Bâzieș'' (1984), Mihai și Iosif;
- Buveta ,,Izvorul Sănătății'' din centrul stațiunii;
- Muzeul Balnear Buziaș, primul muzeu de acest gen din România. Cuprinde exponate din ceramică tracică, vase din Neolitic, numeroase fotomontaje;
- Colecția de artă populară ,,Iulia Florea Troceanu'', ce cuprinde piese unicat, caracteristice artei populare bănățene;
- Biserica Romano-Catolică din localitate, declarată monument istoric;
- Lunca Timișului (sit de importanță comunitară inclus în rețeaua europeană Natura 2000 în România).[31]

### Tradiție și folclor
- Aero West Bike Fest – paradă moto pe străzile din Buziaș, cu plecare de la aerodrom;
- Buziaș FestivART – spectacole de teatru, muzică, pictură, dans și arte vizuale;
- Festivalul „Zilele Veverițelor” – parada Regimentului de Gardă Eugeniu de Savoya în costume de epocă, recitalul fanfarei și spectacole de muzică populară bănățeană.[32]

### Gastronomie
- Papricaș de pui cu găluște de chifle și smântână; plachie de pește la cuptor; zamă de părădaisă cu șiușiuleț; cotoroage (piftie); crumpi (găluște cu prune și nucă); crofne (gogoși cu umplutură) și scovergi (clătite cu brânză dulce și stafide).[33]

### Împrejurimi
- Cramele ,,Dealul Dorului'', ,,Aramic'' și ,,Thesaurus Wines'', din satul aparținător Silagiu;
- Drumeții prin Dealurile Silagiului, cu altitudini de peste 300 m, ce conferă o panoramă spectaculoasă asupra Buziașului și Sacoșului;
- Biserica de lemn din Căpăt, cu hramul ,,Adormirea Maicii Domnului''. Monument istoric cu picturi murale deosebite;
- Terenul amenajat pentru paintball ,,Tărâmul aventurilor'';
- Barajul Silagiu, situat pe Râul Silagiu, afluent al Timișului;
- Barajul Salcia, lângă Buziaș.[34]

## Acomodare
Pe lângă opțiunile de tratament, stațiunea mai dispune de un centru de conferințe destinat evenimentelor business & corporate, săli de evenimente, două lacuri (Salcia și Silagiu), terenuri de sport, supermarket-uri, numeroase restaurante și baruri, discoteci, ș.a. De asemenea, în Buziaș se află o unitate de primiri urgențe, o stație de ambulanță, una de poliție, o stație de pompieri și un oficiu poștal..
Pentru turiștii sosiți aici la tratament sau pentru odihnă, opțiunile de cazare sunt foarte variate: hoteluri, pensiuni, vile și case turistice private. Principalele locații de cazare sunt:
- Hotel Phoenix ****
- Hotel Parc ***
- Hotel Timiș **
- Hotel Silvana **
- Pensiunea Eli
- Pensiunea Popas Paradis
- Pensiunea Amurgul
- Vila Zuela, ș.a.[38]

Parc acvatic
Ca principal proiect de dezvoltare al stațiunii, Buziașul pregătește un parc acvatic cu apă termo-minerală de mari dimensiuni, o investiție care, în prima fază de dezvoltare, va fi de peste 10 milioane €.

## Administrație
Orașul Buziaș este administrat de un primar și un consiliu local compus din 15 consilieri. Primarul, Sorin Munteanu[*], de la Partidul Național Liberal, este în funcție din 2016. Începând cu alegerile locale din 2024, consiliul local are următoarea componență pe partide politice:
|  | Partid                          | Consilieri | Componența Consiliului | Componența Consiliului | Componența Consiliului | Componența Consiliului | Componența Consiliului | Componența Consiliului | Componența Consiliului |
|  | ------------------------------- | ---------- | ---------------------- | ---------------------- | ---------------------- | ---------------------- | ---------------------- | ---------------------- | ---------------------- |
|  | Partidul Național Liberal       | 7          |                        |                        |                        |                        |                        |                        |                        |
|  | Partidul Social Democrat        | 3          |                        |                        |                        |                        |                        |                        |                        |
|  | Partidul Puterii Umaniste       | 2          |                        |                        |                        |                        |                        |                        |                        |
|  | Alianța pentru Unirea Românilor | 2          |                        |                        |                        |                        |                        |                        |                        |
|  | Forța Dreptei                   | 1          |                        |                        |                        |                        |                        |                        |                        |

Orașul Buziaș este administrat de un primar și un consiliu local compus din 15 consilieri. Primarul, Sorin Munteanu[*], de la Partidul Național Liberal, este în funcție din 2016. Începând cu alegerile locale din 2020, consiliul local are următoarea componență pe partide politice:
|  | Partid                                       | Consilieri | Componența Consiliului | Componența Consiliului | Componența Consiliului | Componența Consiliului | Componența Consiliului | Componența Consiliului | Componența Consiliului | Componența Consiliului |
|  | -------------------------------------------- | ---------- | ---------------------- | ---------------------- | ---------------------- | ---------------------- | ---------------------- | ---------------------- | ---------------------- | ---------------------- |
|  | Partidul Național Liberal                    | 8          |                        |                        |                        |                        |                        |                        |                        |                        |
|  | Partidul Social Democrat                     | 4          |                        |                        |                        |                        |                        |                        |                        |                        |
|  | Forumul Democrat al Germanilor din România   | 1          |                        |                        |                        |                        |                        |                        |                        |                        |
|  | Partidul Alianța Liberalilor și Democraților | 1          |                        |                        |                        |                        |                        |                        |                        |                        |
|  | Partidul Ecologist Român                     | 1          |                        |                        |                        |                        |                        |                        |                        |                        |

## Personalități născute aici
- Helga Bîrsan (1928 - 2004), gimnastă;
- Albert Kitzl (n. 1943), actor;
- Walther Konschitzky (n. 1944), scriitor de limbă germană;
- Lucia Cicoară Drăgan (n. 1950), poetă, regizoare, conferentiar universitar și mezzosoprană.

## Galerie foto

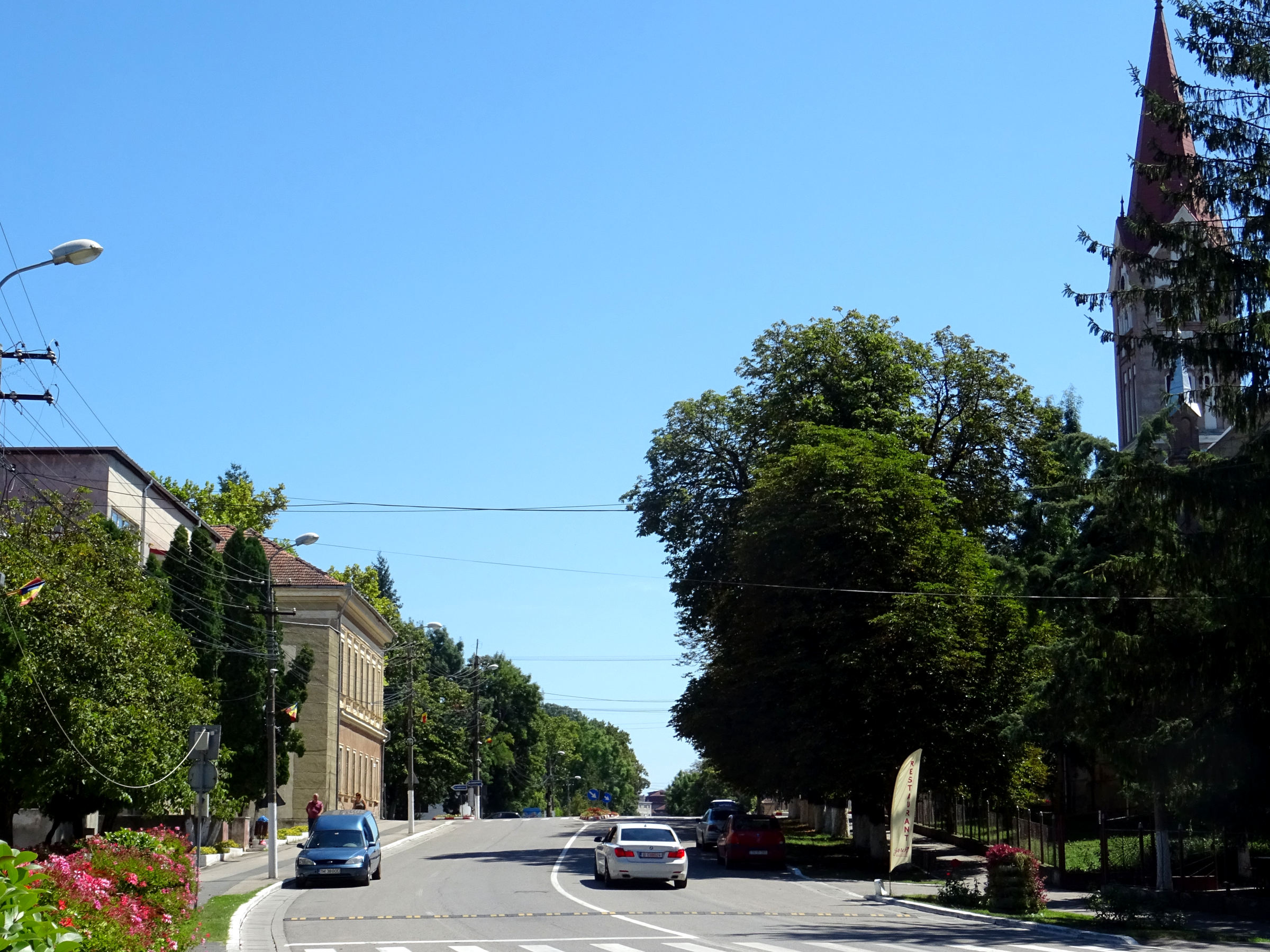
Strada Principală
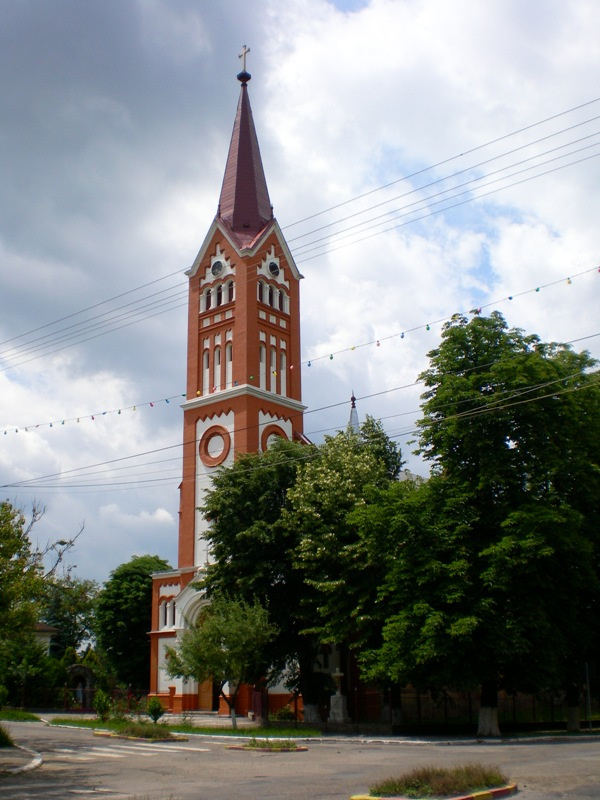
Biserica catolică
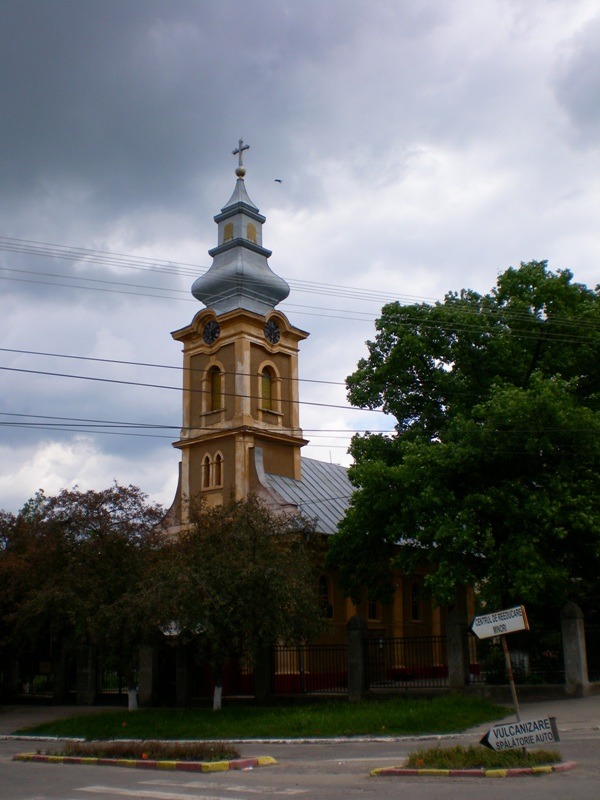
Biserica ortodoxă
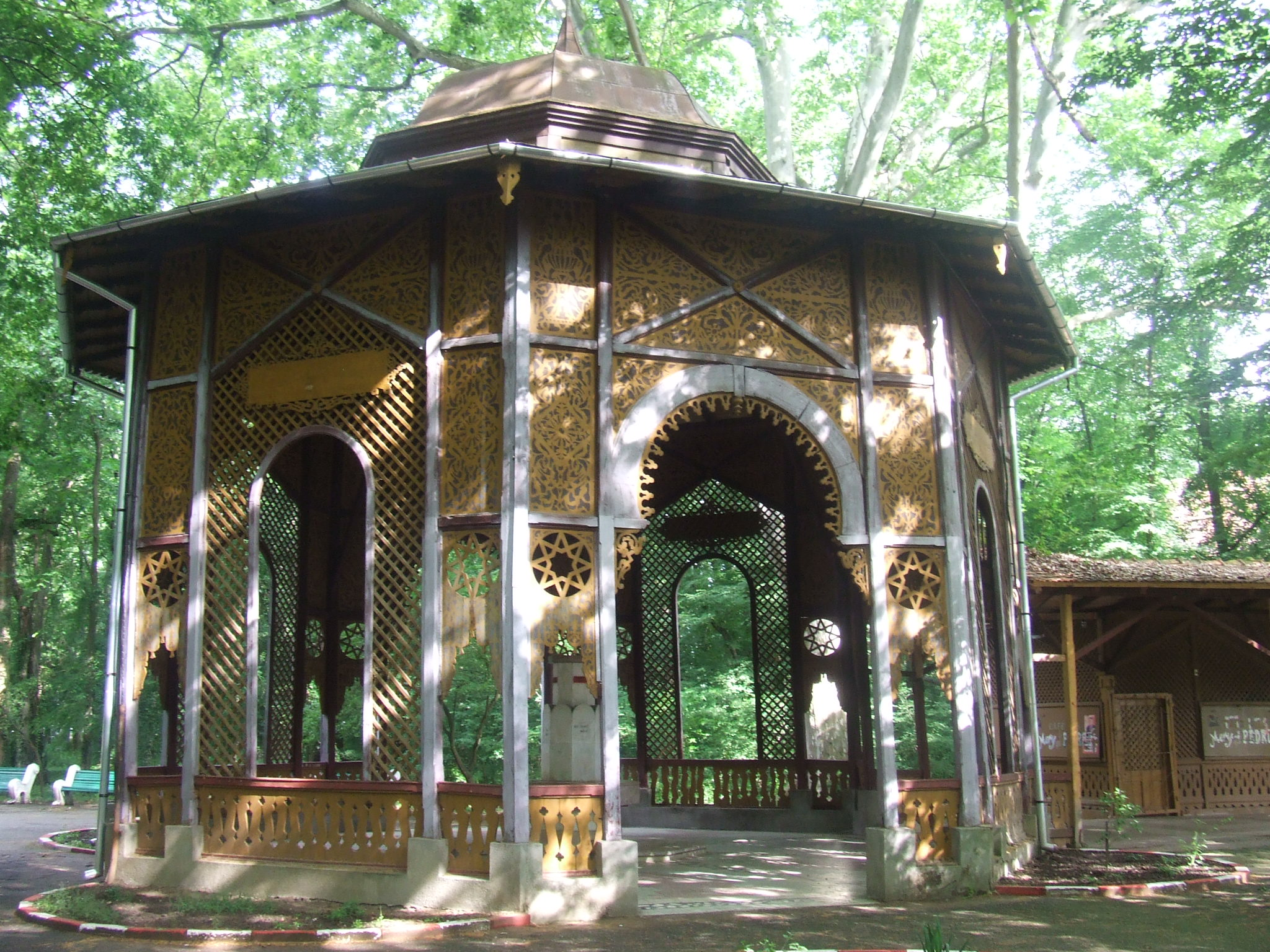
Colonada-Parc
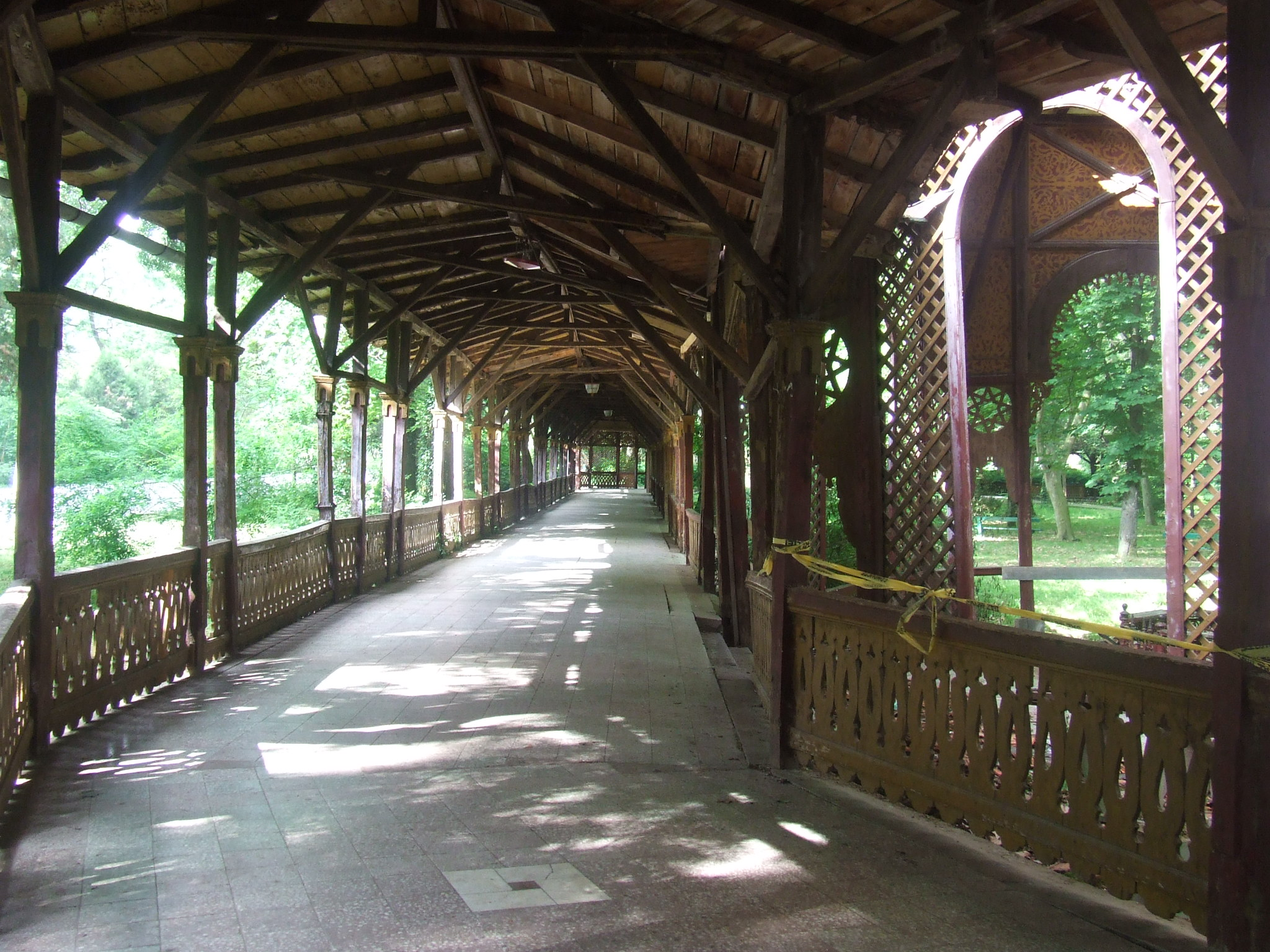
Colonada acoperită
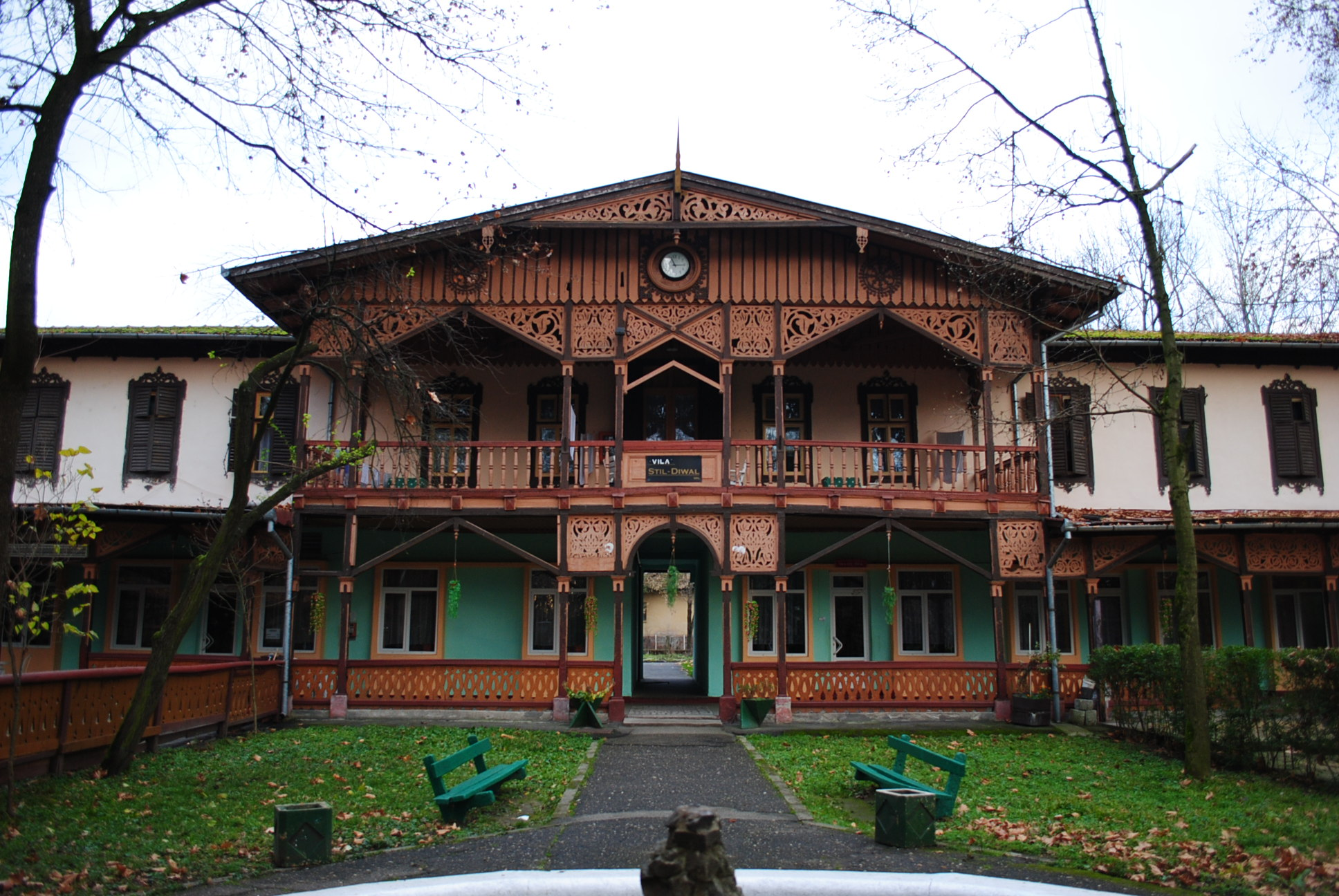
Hotelul Bazar
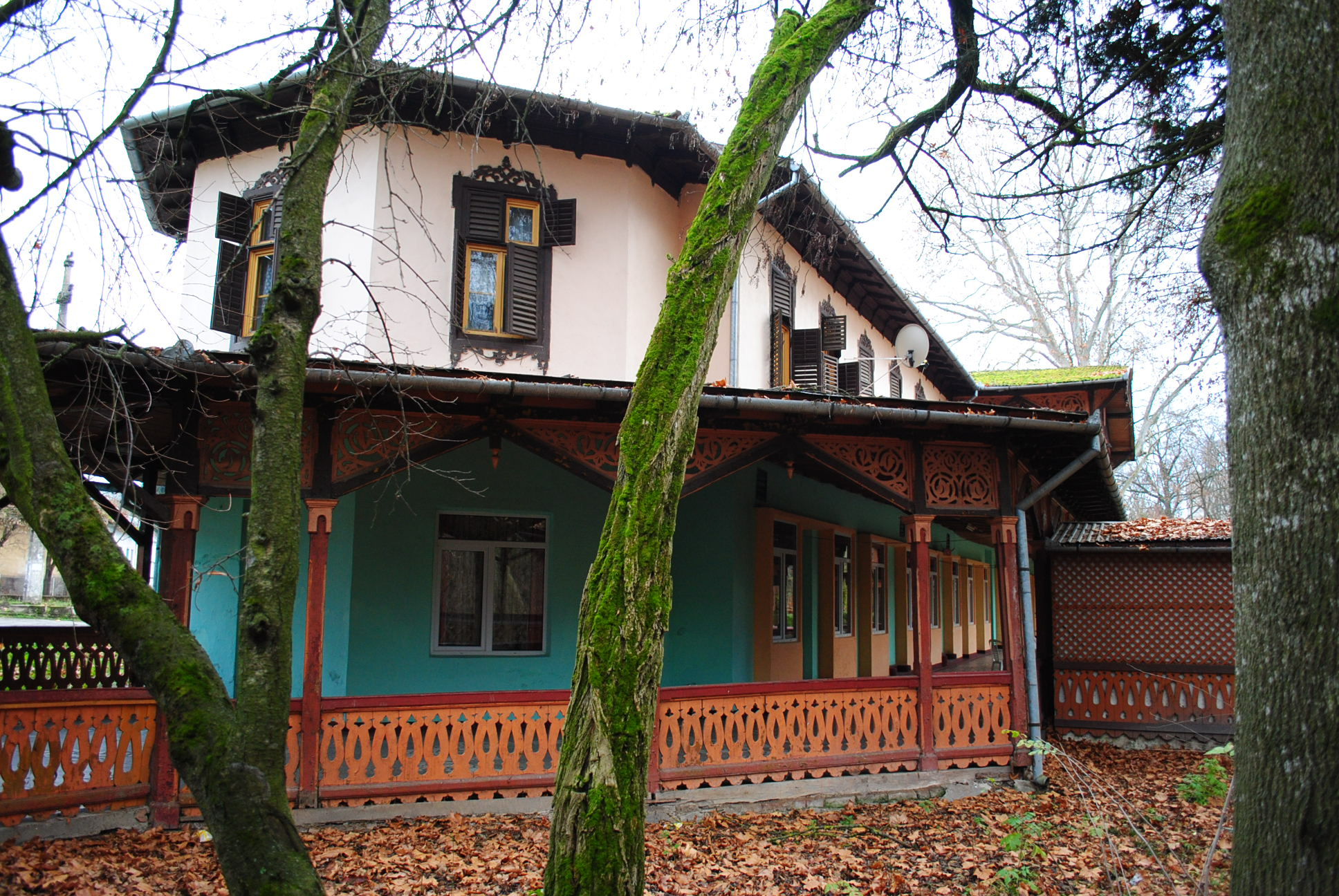
Ansamblul balnear
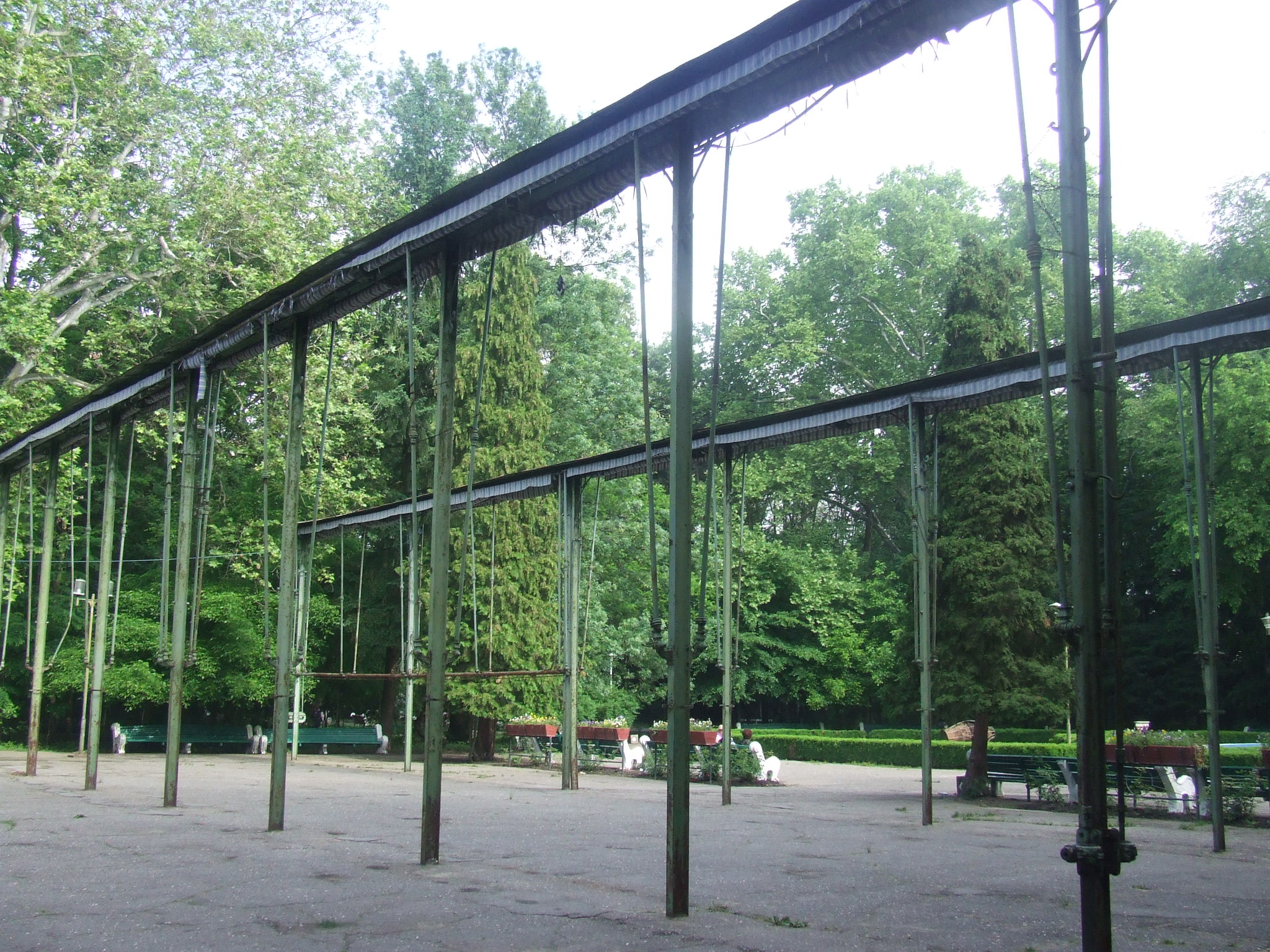
Agora în fața fostului Cazino
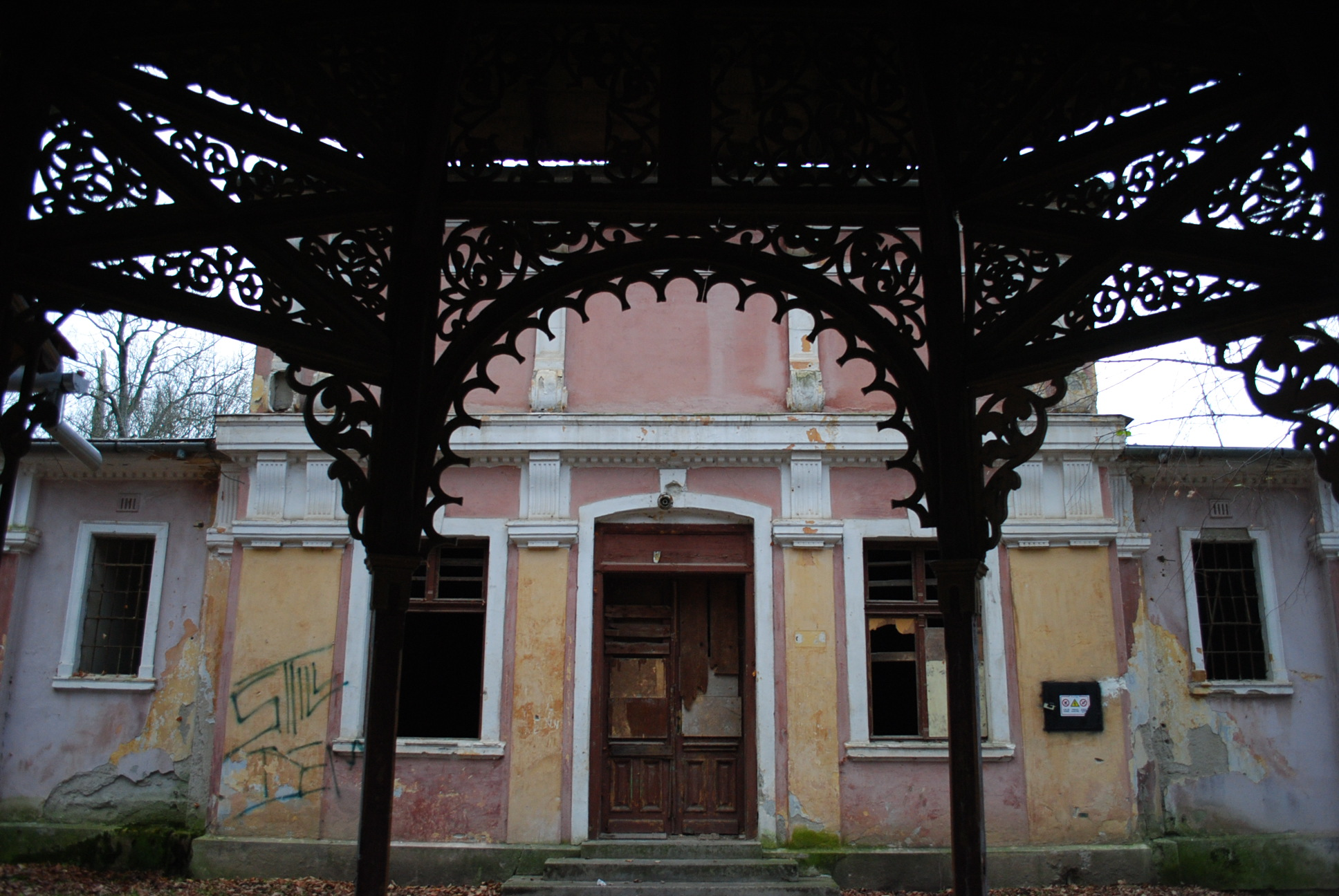
Baia 1
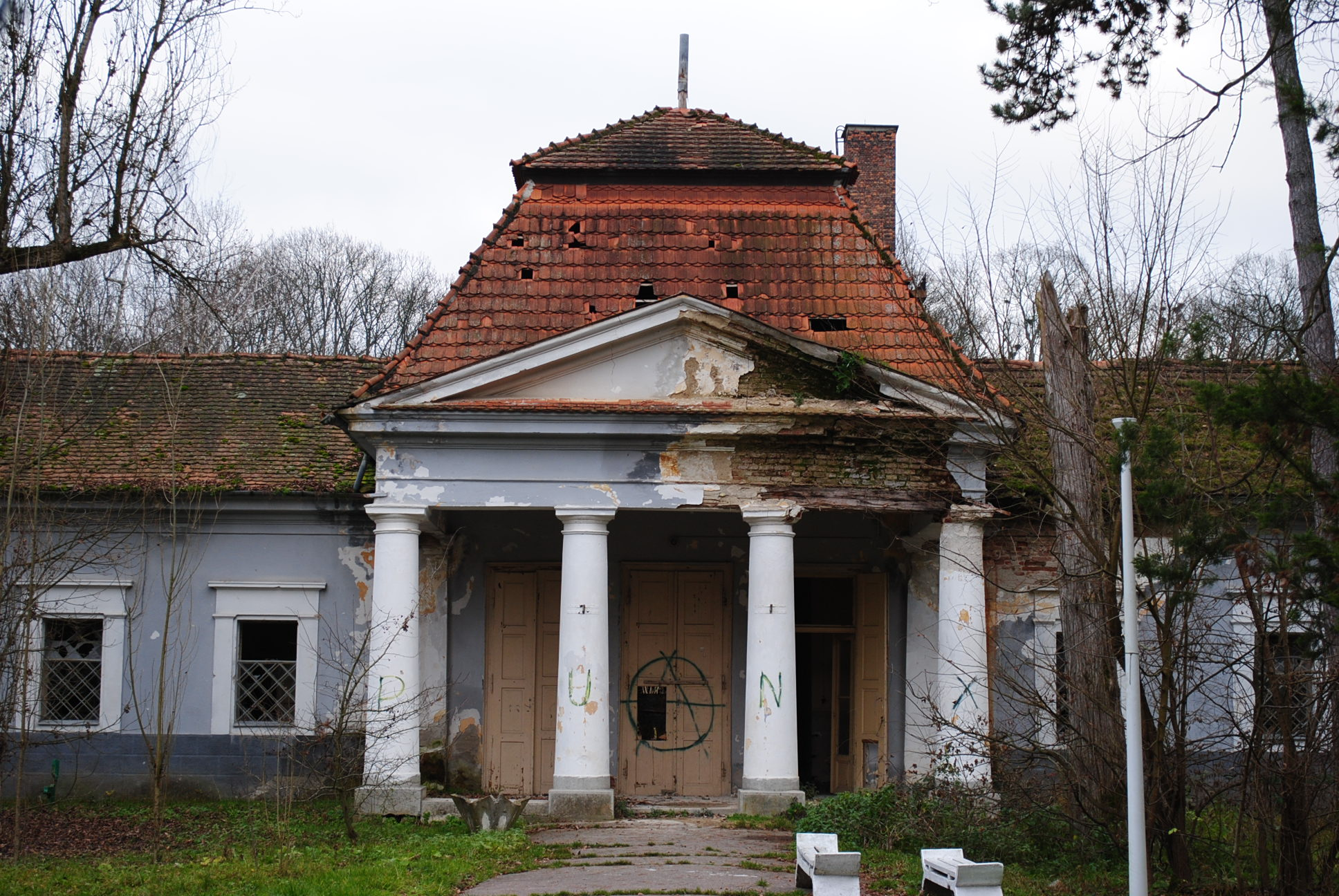
Baia 2
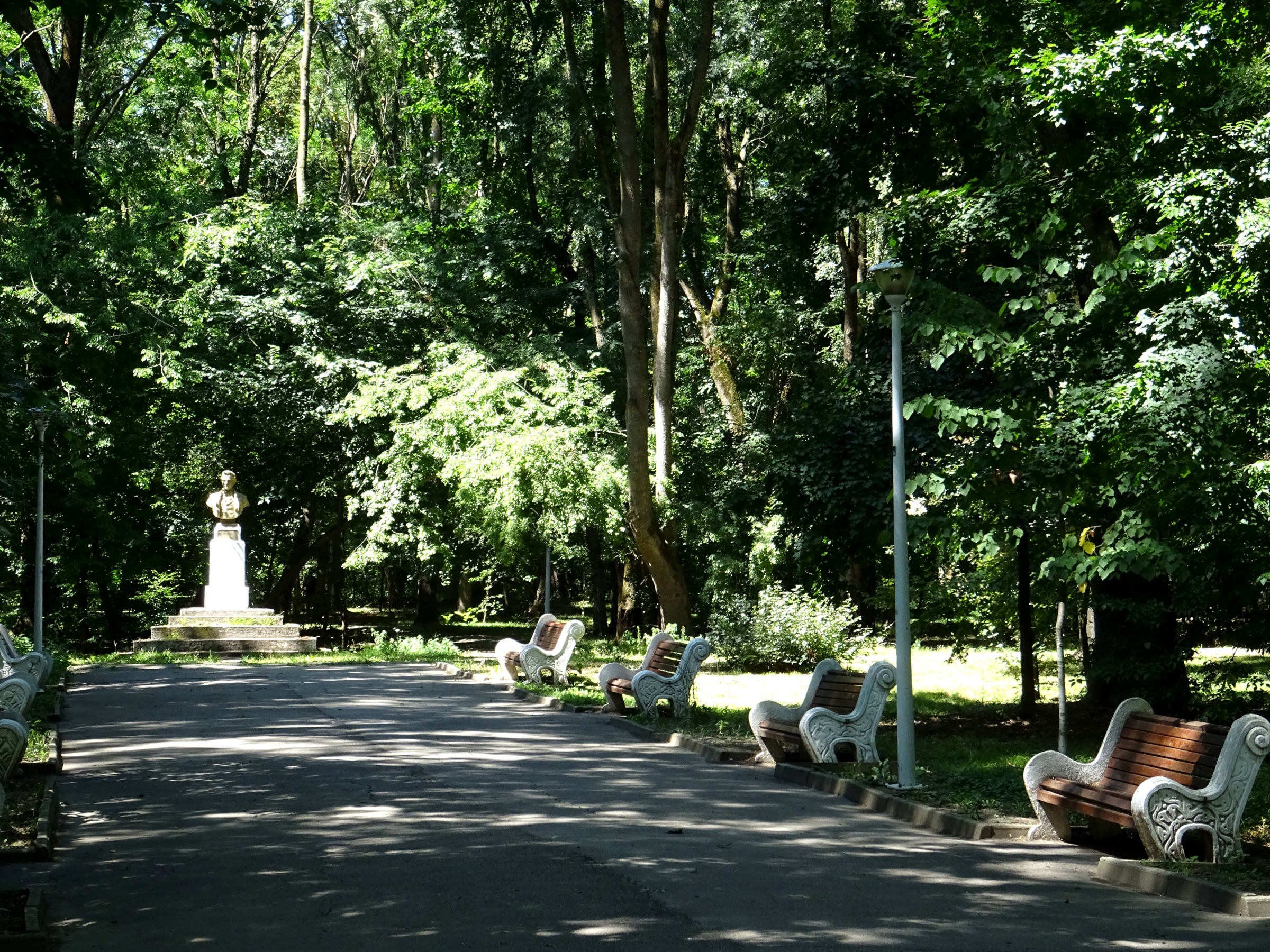
Bustul lui Mihai Eminescu din parc
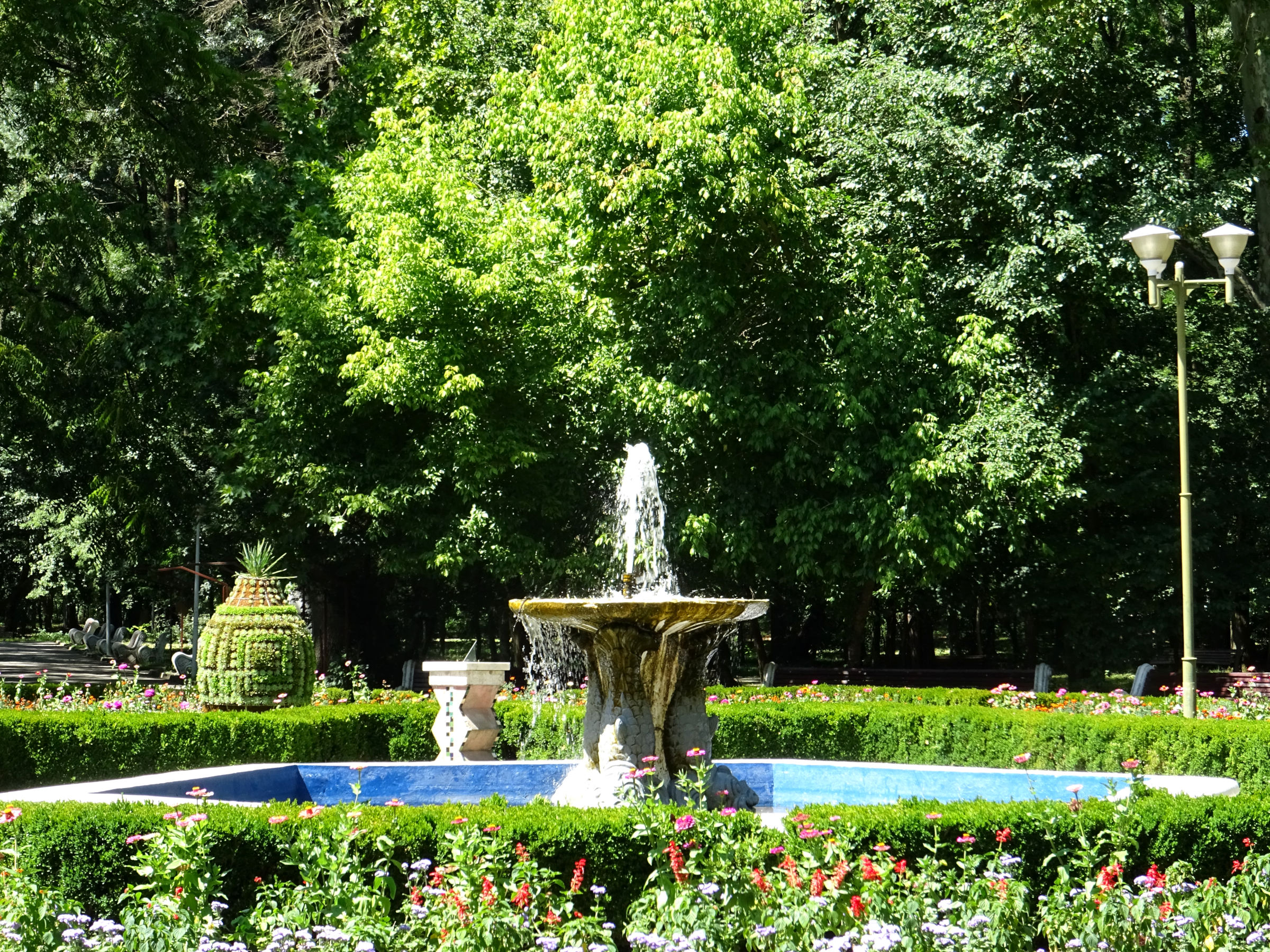
Fântâna barocă
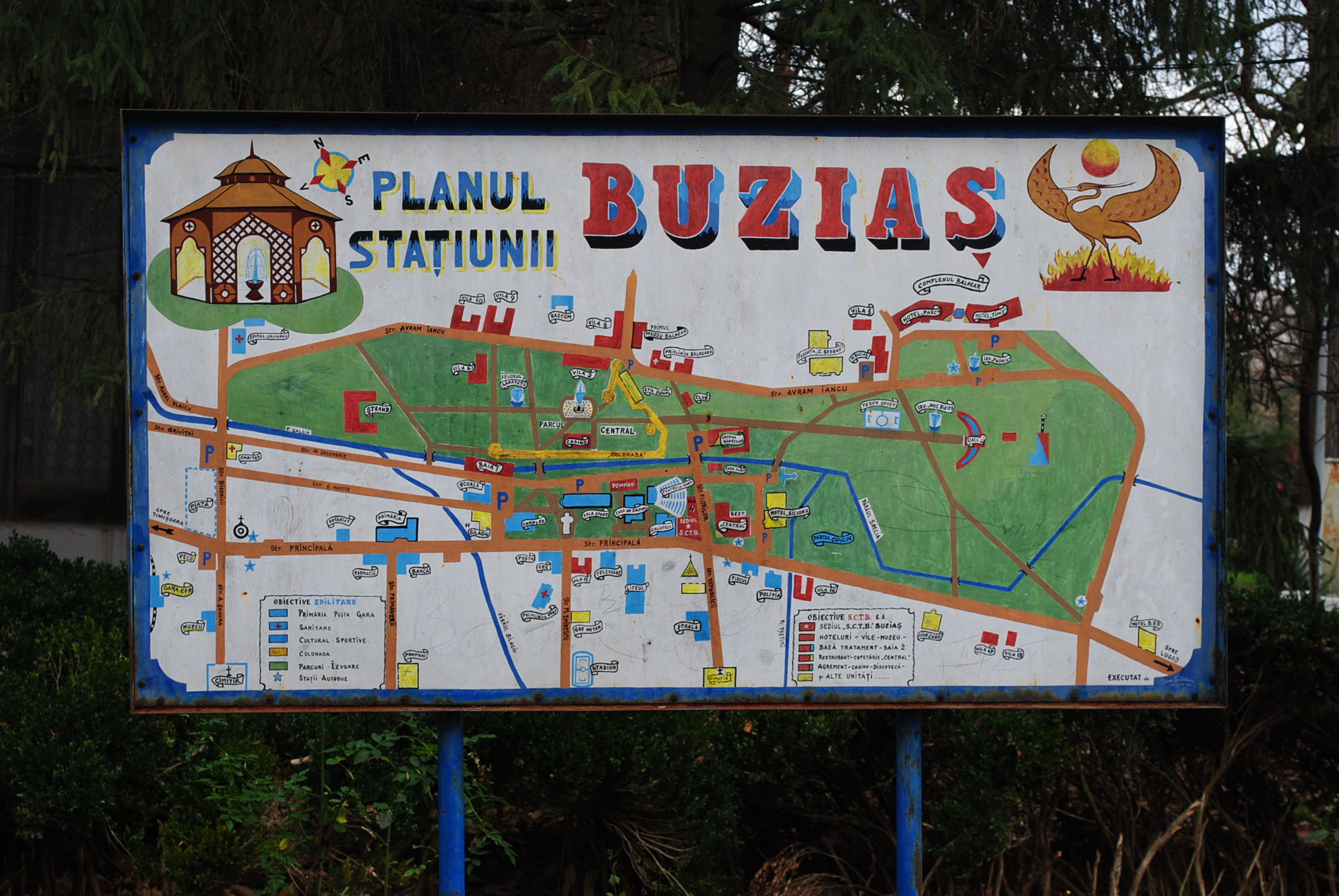
Planul stațiunii
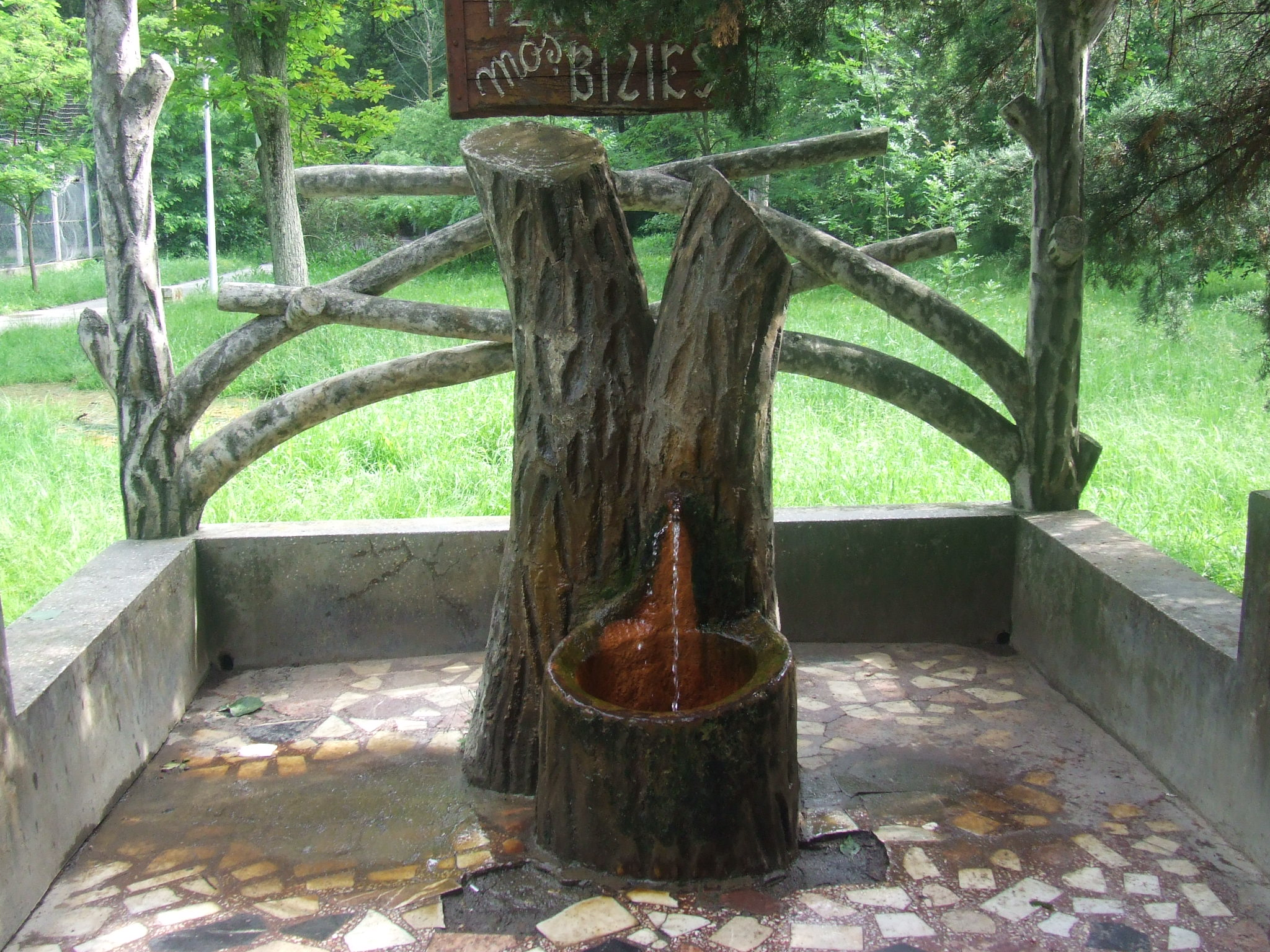
Izvorul Moș Bâzieș
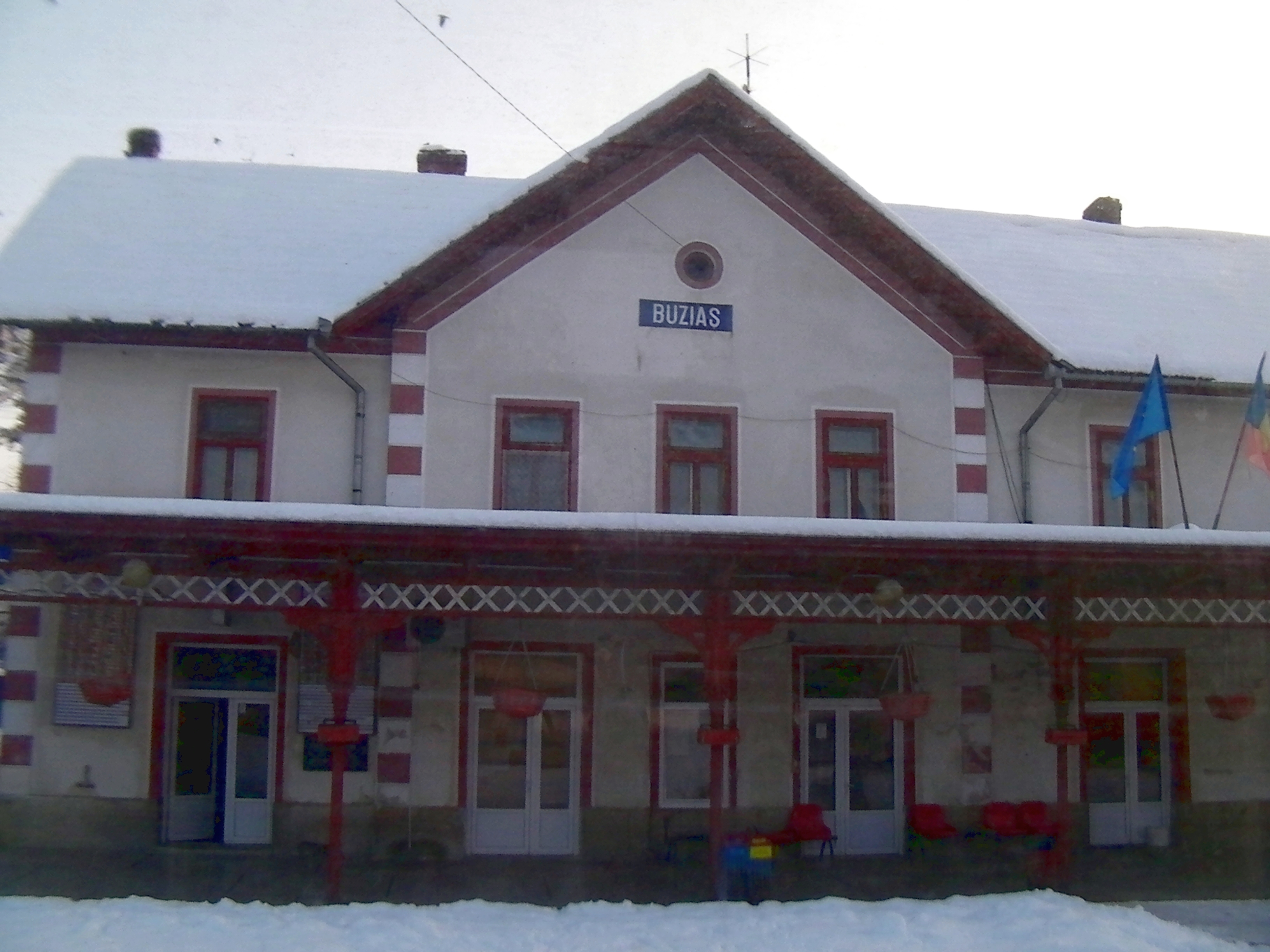
Gara
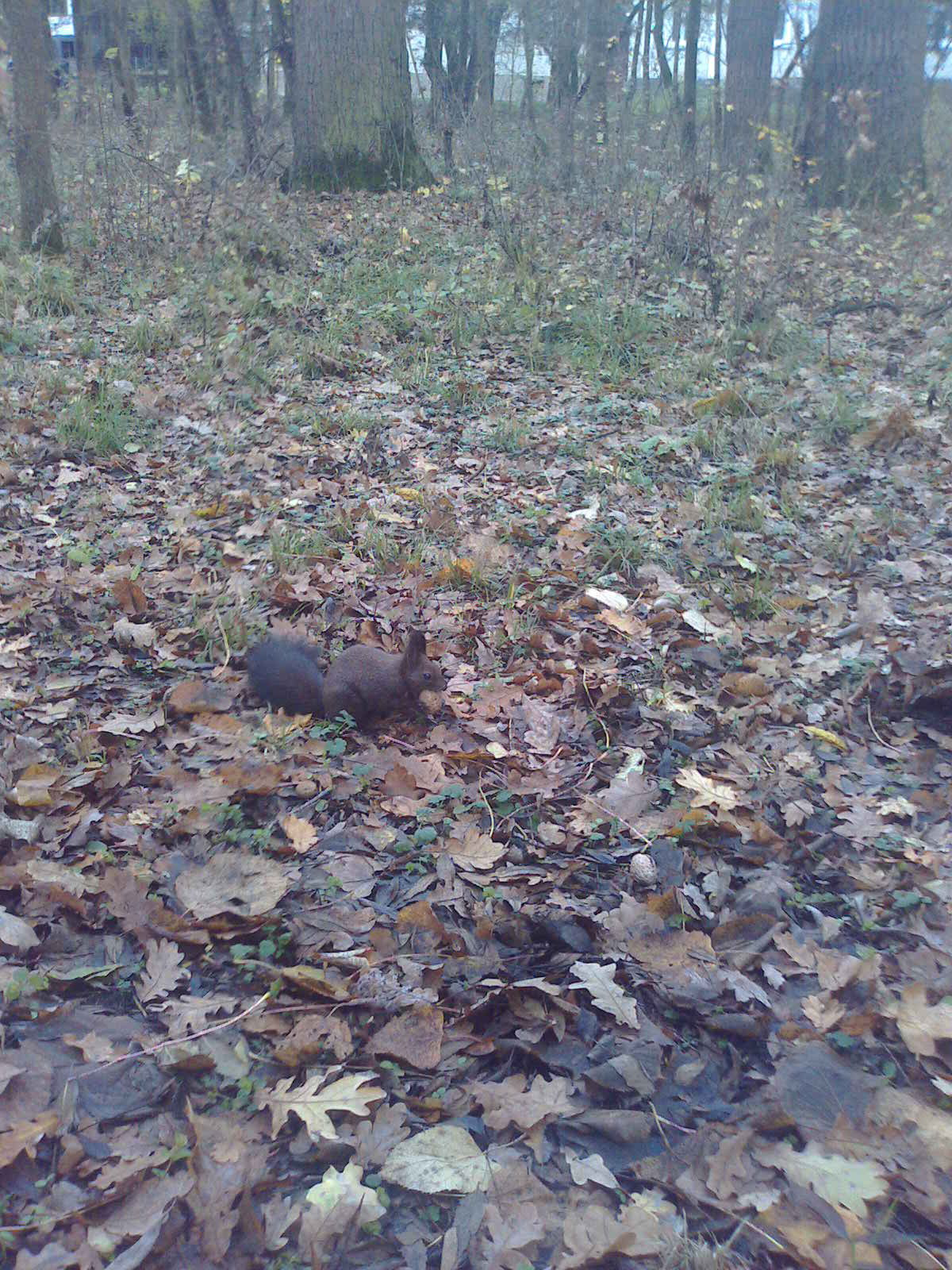
Veveriță roșcată în parcul Liget
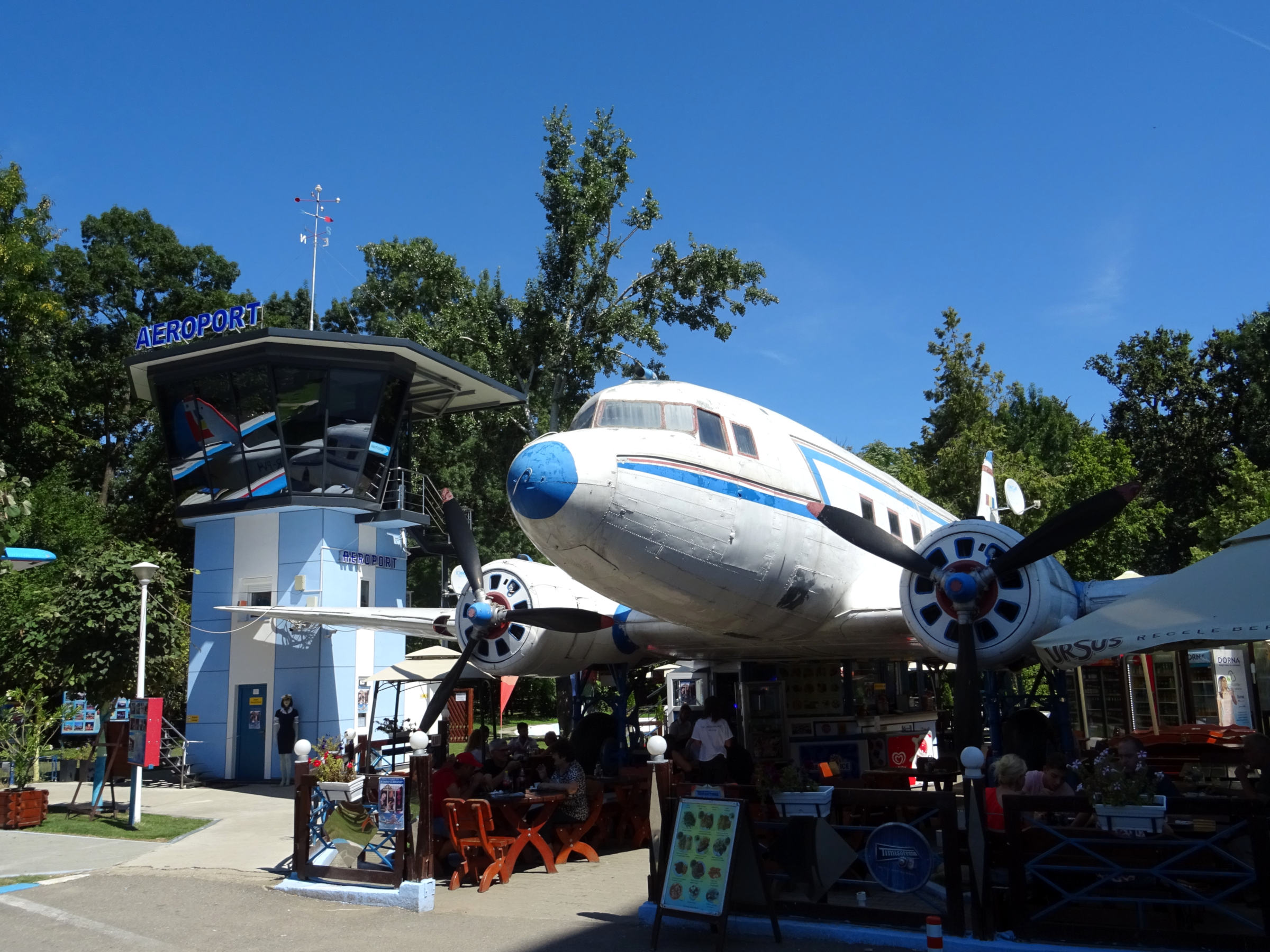
Restaurantul "Aeroport"